# Incense for the Damned
Incense for the Damned (Vampiros en España y Vampiros del terror en Hispanoamérica) es una película británica de terror de 1970 dirigida por Robert Hartford-Davis y protagonizada por Patrick Macnee, Peter Cushing, Edward Woodward y Alexander Davion. El guion estuvo a cargo de Julian More, basándose en la novela británica Doctors Wear Scarlet, escrita por Simon Raven y publicada en 1960.
La película está ambientada en Grecia, y la trama se centra en la desaparición de un joven estudiante (interpretado por Patrick Mower) que al parecer ha sido raptado por un secta satánica relacionada con el vampirismo y el masoquismo (Imogen Hassall a la cabeza); mientras la policía investiga una serie de asesinatos ligados a esta.

## Argumento
Durante un viaje a Grecia, un joven estudiante de Oxford cae en las garras de una preciosa pero malvada chica griega. La chica pertenece a una secta satánica que practica el vampirismo y la explotación sexual de sus víctimas. Cuando su prometida y unos amigos, acuden en su búsqueda, ellos también se ven envueltos en esa red de terror y actos impíos.. (FILMAFFINITY)

## Producción
La película entró en fase de producción en marzo de 1969. Un mes más tarde, en abril de 1969, se iniciarían las grabaciones. Algunos de los lugares escogidos para filmar la cinta fueron Oxford (Inglaterra), Hydra (Grecia) y Kyrenia (Chipre). Sin embargo, hubo ciertos problemas que impidieron a Hartford-Davis conseguir lo esperado en la película. Por su parte, el estudio recortó la parte inicial del filme, añadiendo en su lugar una narración a cargo de Peter Cushing. Éste y otros detalles quitarían orden y coherencia al filme, llegando en ocasiones a parecerle absurdo al espectador.
Años después Davis repudió la película, tachándola de 'error'. Por su parte, al momento de estrenar la película, pidió al estudio que se le acreditase con un seudónimo, Michael Burrowes, mientras que en ciertas versiones internacionales el nombre del director es completamente suprimido de los créditos iniciales. Para colmo, a Hartford-Davis se le acabó -en medio de las grabaciones- el presupuesto destinado a la película, obligándolo a retrasar las grabaciones durante algunas semanas.

### Reparto
- Patrick Macnee como Derek Longbow. Macnee (quien tenía 47 cuando rodó la película) interpreta al joven Derek Longbow, uno de los amigos del desaparecido Fountain que decide viajar a Grecia tras sus pasos. Sin embargo, ya de vuelta en Inglaterra, Longbow se da cuenta de que como una suerte de maldición, conductas violentas y poco comunes (y ligadas al vampirismo) han tomado completa posesión de su mente, llegando incluso (en la parte final del filme) a matar a Penélope, mordiéndola en el cuello, y haciendo que esta última se ahogue con su propia sangre.
- Peter Cushing como el Dr. Walter Goodrich. Cushing había cobrado cierta popularidad durante los años 60 y 70 por protagonizar, especialmente, películas de terror como esta en su país de origen. Además, esta tampoco era la primera vez que colaboraba como actor en alguna producción de Davis, puesto que ya lo había hecho dos años antes, en la película Corrupción, estrenada en 1968, y donde Cushing jugaba el papel principal. En esta película, Peter Cushing encarna al Dr. Walter Goodrich, un juez de renombre en Inglaterra que está a cargo de la investigación a la misteriosa desaparición de Richard Fountain.
- Patrick Mower como Richard Fountain. Mower interpreta a Richard Fountain, un joven británico que, durante un viaje de estudios a Grecia, conoce a Chriseis (Imogen Hassall), de quien rápidamente queda prendido. A pesar de estar comprometido con Penélope, Fountain decide mantener una aventura amorosa con ella. Lo que no sospecha el muchacho, es que la mujer en verdad pertenece a una especie de culto relacionado con el vampirismo y la explotación sexual, y de la cual esta pretende hacer miembro. Al final de la película, el personaje de Mower termina siendo asesinado por la propia Chriseis, puesto que esta última le perfora la yugular en un intento desesperado por beber su sangre.
- Imogen Hassall como Chriseis. Hassall interpreta a la hermosa pero maquiavélica Chriseis, una joven perteneciente a un extraño y misterioso culto asentado en el Mediterráneo. Chriseis enamora a Richard Fountain, e intenta convencerlo de unirse al clan, sin embargo, cuando éste se niega, hace uso de sus malas artes para hechizarlo y mantenerlo en un estado muy parecido al catatónico, oculto en la profundidad de unas antiguas ruinas griegas. Al final de la película, Chriseis es asesinada por Bob Kirby (Johnny Sekka), quien la arroja desde lo alto de unas escaleras cuando esta intenta atacarlo.
- Otros miembros del reparto: Edward Woodward como el Dr. Holstrom, Alexander Davion como Tony Seymore, Johnny Sekka como Bob Kirby, Madeleine Hinde como Penélope, David Lodge como el Coronel, John Barron como el Diplomático, William Mervyn como Marc Honeydew, entre otros.

### Estrenos
Aunque la película estaba completamente terminada para junio de 1969, no fue hasta más de un año más tarde (a finales de 1970) que no tuvo un estreno de cine general. La película fue estrenada por primera vez en el Reino Unido el 11 de diciembre de 1970. En Estados Unidos, lo hizo 5 meses más tarde, el 14 de mayo de 1971, en Anderson, en Indiana; mientras que las proyecciones de esta película comenzaron en Suecia casi un año más tarde, para el 16 de febrero de 1972. La película fue estrenada bajo varios títulos en su país de origen, entre ellos tenemos Bloodsuckers, Doctors Wear Scarlet y Freedom Seekers.

## Distribución

### Cines
La distribución de la película estuvo a cargo de la distribuidora británica Titan Film Distribution Ltd. en su país de origen, mientras que en Estados Unidos estuvo a cargo de Chevron Pictures. En España, la película fue titulada Vampiros, mientras que en México, la película se estrenó bajo el título de Vampiros del terror, esta vez a cargo de Centro Independiente de Películas, S.A. Astral Films fue la encargada de hacer lo propio en Canadá, durante 1971.

### Formatos caseros
La producción de formatos caseros de esta película comenzaron a surgir dentro del mercado alrededor de 1989, cuando la compañía Virgin Vision decidió comprar los derechos de la película y distribuirla en formato VHS en distintas partes de Estados Unidos. Universal Studios haría lo propio un año más tarde, en 1990, pero esta vez bajo formato de vídeo y en Canadá. Cineplex Odeon Corporation le seguiría los pasos.
Ya para 2001, la película sería editada y relanzada nuevamente al mercado, pero esta vez en formato DVD. La Something Weird Video sería la primera en hacerlo, también en territorio estadounidense. Por su parte, y en 2005, Umbrella Entertainment decidiría re-masterizar la película y distribuirla en Australia, también bajo formato DVD. Image Entertainment haría lo mismo unos meses después, el 13 de septiembre de 2005, esta vez a nivel mundial, en una edición limitada de 1 disco y bajo el formato de imagen 'Fullscreen'. Esta última sólo incluiría 81 de los 87 minutos totales del filme. Esto muy posiblemente, debido a los cortes realizados en su gran mayoría producto de la censura.

## Recepción
La película recibió críticas mixtas. Algunos de los puntos más criticados del filme son la falta de orden y coherencia dentro del mismo.

### Censura
El contenido explícito de escenas sexuales así como el uso de drogas en el filme obligó a varias salas de cine realizar cortes importantes en el mismo. Por ejemplo, inicialmente la película fue clasificada como "X" (de tipo sexual) en el Reino Unido, limitando así de manera importante el número de espectadores que iban a verla. Sin embargo, la productora regresó con una versión cortada, pero pese a ello se le reestrenó con la clasificación más alta: como apta para mayores de 18 años.
En Estados Unidos, la película fue clasificada como 'Restringida', y en diversos países se eliminó por completo toda una secuencia entera. En ella, podíamos ver a los actores Patrick Mower e Imogen Hassall participar en un tipo de orgía ritual que incluía el uso de drogas psicodélicas como el LSD (que en realidad eran pastillas de aspirina). Por su parte, países como Australia y Suecia decidieron restar importancia al contenido adulto que había en el filme, clasificándolo como apto para mayores de 12 y 14 años, respectivamente.
Sin embargo, en Francia sucedió todo lo contrario. Las salas de cine de este país decidieron agregarle más escenas a la película. Todas ellas obedecían a las orgías presentadas durante el filme, y se realizaron con un grupo de actores totalmente distinto a la versión original.